# Gran Premi del Japó del 1996
Resultats del Gran Premi del Japó de Fórmula 1 de la temporada 1996 disputat al circuit de Suzuka el 13 d'octubre del 1996.

## Resultats
| Pos | No | Pilot                 | Equip                  | Voltes | Temps/ Retirada   | Pos. de sortida | Punts |
| --- | -- | --------------------- | ---------------------- | ------ | ----------------- | --------------- | ----- |
| 1   | 5  | Damon Hill            | Williams - Renault     | 52     | 1h 32' 33. 791    | 2               | 10    |
| 2   | 1  | Michael Schumacher    | Ferrari                | 52     | + 11.883 s        | 3               | 6     |
| 3   | 7  | Mika Häkkinen         | McLaren - Mercedes     | 52     | + 13.212 s        | 5               | 4     |
| 4   | 4  | Gerhard Berger        | Benetton - Renault     | 52     | + 26.526 s        | 4               | 3     |
| 5   | 12 | Martin Brundle        | Jordan - Peugeot       | 52     | + 1' 07.120 min.  | 10              | 2     |
| 6   | 15 | Heinz-Harald Frentzen | Sauber - Ford          | 52     | + 1' 21.186 min.  | 7               | 1     |
| 7   | 9  | Olivier Panis         | Ligier - Mugen - Honda | 52     | + 1' 24.510 min.  | 12              |       |
| 8   | 8  | David Coulthard       | McLaren - Mercedes     | 52     | + 1' 25.233 min.  | 8               |       |
| 9   | 11 | Rubens Barrichello    | Jordan - Peugeot       | 52     | + 1' 41.065 min.  | 11              |       |
| 10  | 14 | Johnny Herbert        | Sauber - Ford          | 52     | + 1' 41.799 min.  | 13              |       |
| 11  | 17 | Jos Verstappen        | Footwork - Hart        | 51     | + 1 Volta         | 17              |       |
| 12  | 20 | Pedro Lamy            | Minardi - Ford         | 50     | + 2 Voltes        | 18              |       |
| 13  | 16 | Ricardo Rosset        | Footwork - Hart        | 50     | + 2 Voltes        | 19              |       |
| Ret | 2  | Eddie Irvine          | Ferrari                | 39     | Col·lisió         | 6               |       |
| Ret | 18 | Ukyo Katayama         | Tyrrell - Yamaha       | 37     | Motor             | 14              |       |
| Ret | 6  | Jacques Villeneuve    | Williams - Renault     | 36     | Rodes             | 1               |       |
| Ret | 19 | Mika Salo             | Tyrrell - Yamaha       | 20     | Motor             | 15              |       |
| Ret | 10 | Pedro Diniz           | Ligier - Mugen - Honda | 13     | Virolla           | 16              |       |
| Ret | 3  | Jean Alesi            | Benetton - Renault     | 0      | Virolla           | 9               |       |
| NVQ | 21 | Giovanni Lavaggi      | Minardi - Ford         |        | No va classificar | 20              |       |

## Altres
- Pole: Jacques Villeneuve 1' 39. 909

- Volta ràpida: Jacques Villeneuve 1' 44. 043 (a la volta 34)